# Analyse harmonique (mathématiques)

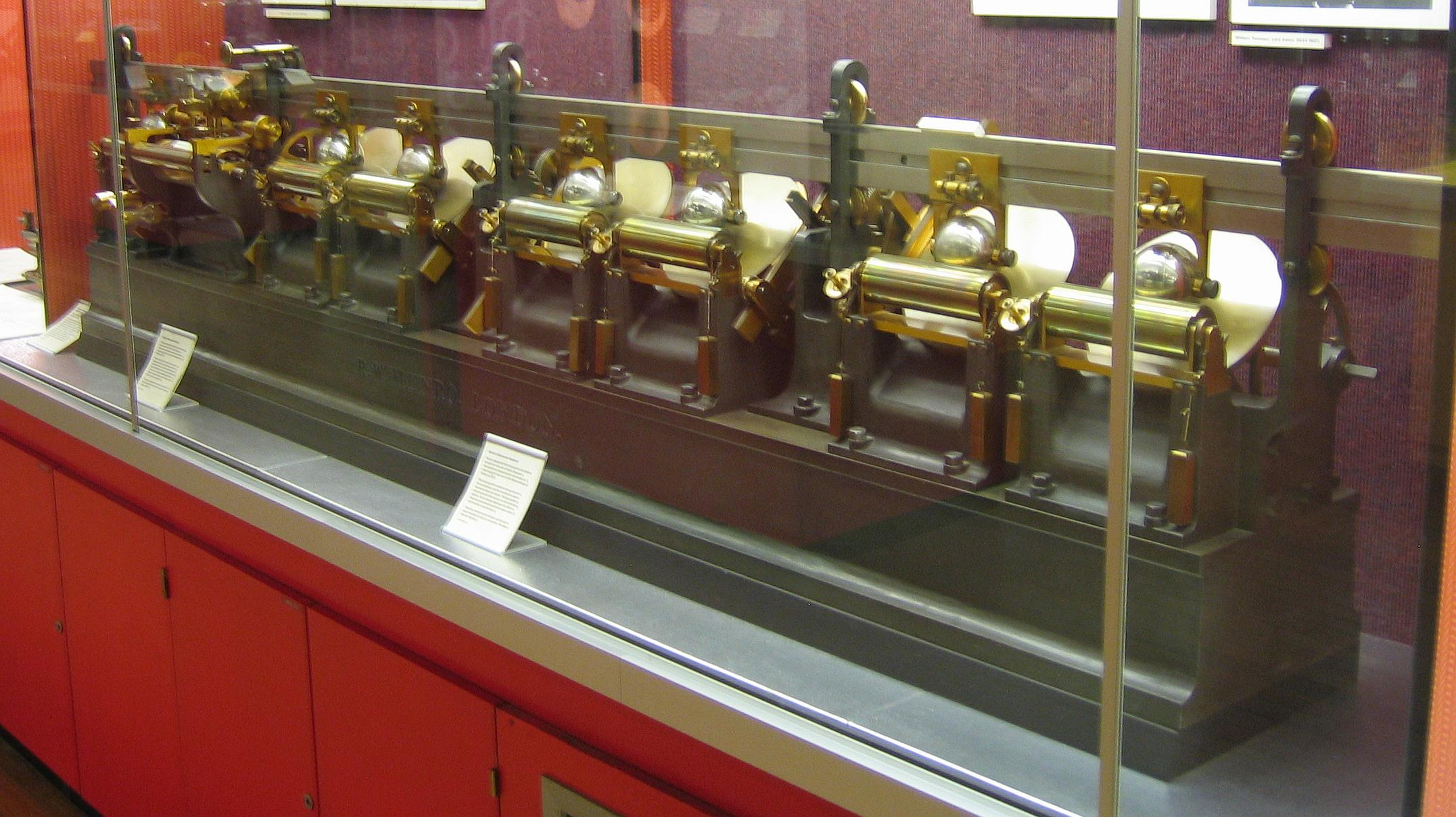
Analyseur harmonique mécanique de Lord Kelvin datant de 1878.

« Analyse harmonique » redirige ici.  Pour la discipline musicale, voir Analyse harmonique (musique).
 (avril 2009).
L'analyse harmonique est la branche des mathématiques qui étudie la représentation des fonctions ou des signaux comme superposition d'ondes de base. Elle approfondit et généralise les notions de série de Fourier et de transformée de Fourier. Les ondes de base s'appellent les harmoniques, d'où le nom de la discipline. Durant ces deux derniers siècles, elle a eu de nombreuses applications en physique sous le nom d'analyse spectrale, et connaît des applications récentes notamment en traitement des signaux, mécanique quantique, neurosciences, stratigraphie… Des analyseurs harmoniques mécaniques ont vu le jour vers 1920 et permettaient d'obtenir graphiquement jusqu'au 150e coefficient d'un développement de Fourier[réf. nécessaire].
L'analyse harmonique, historiquement liée au développement de la théorie des séries de Fourier, a reçu un ensemble de généralisations modernes, notamment grâce aux travaux de l'école russe de Gelfand, qui la situe dans un contexte très général et abstrait : par exemple l'analyse harmonique sur les groupes de Lie.

## Séries et transformées de Fourier
Les séries de Fourier visent à décomposer une fonction périodique en une « somme infinie de fonctions trigonométriques » de fréquences dont chacune est un multiple d'une fréquence fondamentale. Dans un premier temps, on procède à l'analyse du « contenu en fréquences », appelé spectre de la fonction. Puis, selon les hypothèses caractérisant la fonction et le cadre d'analyse choisi, divers théorèmes permettent de la recomposer.
Les espaces de Hilbert sont un bon cadre d'étude pour les séries de Fourier qui fournit un lien entre analyse harmonique et analyse fonctionnelle.
La transformation de Fourier généralise la théorie des séries de Fourier aux fonctions non périodiques et permet également de leur associer un spectre en fréquences. Ce dernier concerne alors toutes les fréquences. Ainsi, la sommation des composantes périodiques se présentera sous forme d'intégrale.
La transformée de Fourier classique sur {\displaystyle \mathbb {R} ^{n}} reste actuellement un domaine de recherche active, en particulier la transformation de Fourier sur des objets plus généraux comme les distributions tempérées. Par exemple, en imposant des contraintes à une distribution, elles peuvent se traduire directement sur sa transformée de Fourier. Le théorème de Paley-Wiener en est un exemple. Ce théorème a pour conséquence immédiate que la transformée de Fourier d'une distribution non nulle à support compact n'est jamais à support compact. C'est une forme élémentaire des relations d'incertitude de Heisenberg.

## Analyse harmonique abstraite
L'une des branches les plus modernes de l'analyse harmonique, initiée au milieu du XXe siècle, est l'analyse sur les groupes topologiques. L'idée est que la transformation de Fourier peut être généralisée en une transformation des fonctions définies sur des groupes localement compacts.
La théorie pour les groupes abéliens localement compacts est la dualité de Pontriaguine. L'analyse harmonique étudie les propriétés de cette dualité et essaie de les étendre à d'autres structures, par exemple les groupes de Lie non abéliens.
En général, pour les groupes non abéliens localement compacts, l'analyse harmonique est liée à la théorie des représentations des groupes unitaires. Pour les groupes compacts, le théorème de Peter-Weyl explique comment obtenir les harmoniques en choisissant une représentation irréductible dans chaque classe d'équivalence. Ce choix des harmoniques permet de profiter de certaines propriétés utiles de la transformation de Fourier qui transforme le produit de convolution en produit usuel et révèle la structure de groupe sous-jacente.
Si le groupe n'est ni abélien ni compact, aucune théorie satisfaisante, c'est-à-dire équivalent au moins au théorème de Plancherel, n'est à présent connue. Mais certains cas particuliers ont été étudiés, comme le groupe spécial linéaire SLn. Dans ce cas, les représentations de dimension infinie jouent un rôle crucial.

## Dans le domaine de l'intelligence artificielle
Un des problèmes posés par l'intelligence artificielle générative est qu'elle est comme une boîte noire.
Il semble possible d'utiliser l'analyse de Fourier pour analyser comment un réseau de neurones profonds apprend à effectuer des tâches complexes spécifiques : des chercheurs de l'université Rice, après avoir formé un réseau de neurones profonds pour reconnaître les flux complexes d'air ou d'eau et prédire comment ces flux changeraient avec le temps lui ont ensuite appliqué une analyse de Fourier (sur les équations régissant le réseau de neurones). Cette méthode a révélé ce que le réseau de neurones avait appris, et surtout comment il était parvenu à ces connaissances.